# Golzow, Potsdam-Mittelmark
Golzow (Mittelmark) este o comună și o municipalitate din districtul Potsdam-Mittelmark, landul Brandenburg, Germania.